# Patrick Roy
Patrick Jacques Roy, kanadski hokejist, * 5. oktober 1965, Quebec City, Quebec, Kanada.
Roy je v ligi NHL branil za enajst sezon za klub Montreal Canadiens in osem za Colorado Avalanche. Skupno je odigral 1029 tekem rednega dela, na katerih je povprečno prejel 2,54 gola na tekmo, 66-krat pa mu je uspel shutout, ter 247 tekem končnice, na katerih je povprečno prejel 2,30 gola na tekmo, 23-krat pa mu je uspel shutout. V svoji karieri je štirikrat osvojil Stanleyjev pokal, v sezonah 1985/86 in 1992/93 z Montreal Canadiensi ter 1995/96 in 2000/01 s Colorado Avalanchem. Trikrat je osvojil nagrado Vezina Trophy za najboljšega vratarja liga, v sezonah 1988/89, 1989/90 in 1991/92, trikrat tudi Conn Smythe Trophy, v sezonah 1985/86, 1991/93 in 2000/01, ter petkrat William M. Jennings Trophy, v sezonah 1986/87, 1987/88, 1988/89, 1991/92 in 2001/02. Štirikrat je bil izbran v prvo moštvo zvezd, še dvakrat v drugo, enajstkrat pa je nastopil tudi na tekmi vseh zvezd.
Za kanadsko reprezentanco je nastopil na Olimpijskih igrah 1998, kjer je z reprezentanco osvojil četrto mesto.
Leta 2006 je bil sprejet v Hokejski hram slavnih lige NHL. Njegov dres s številko 33 sta upokojila kluba Colorado Avalanche, 28. oktobra 2003, in Montreal Canadiens, 22. novembra 2008.